# 心に花の咲く方へ
「心に花の咲く方へ」（こころにはなのさくほうへ）は、ASKAの楽曲。自身の9作目のシングルとして、2003年12月17日に発売された。発売元はユニバーサル シグマ。

## 背景
ソロ・シングルとしては「good time」からおよそ3年5か月ぶりとなり、ユニバーサルミュージック移籍後初のソロ・シングルとなった。本作からは、ソロの楽曲も作詞・作曲者としての表記が「ASKA」名義に統一された。
2003年12月31日に札幌ドームで開催されたCHAGE and ASKAの2度目のドーム公演とカウントダウン・ライブ『CHAGE and ASKA COUNT DOWN LIVE 03>>04 in SAPPORO DOME』でも披露された。

## 収録曲
| 全作詞・作曲: ASKA。 |                                          |           |            |          |      |
| #                    | タイトル                                 | 作詞      | 作曲・編曲 | 編曲     | 時間 |
| 1.                   | 「心に花の咲く方へ」                     | ASKA      | ASKA       | 旭純     | 5:51 |
| 2.                   | 「心に花の咲く方へ (instrumental ver.)」 | ASKA      | ASKA       | 澤近泰輔 | 5:39 |
| 合計時間:            | 合計時間:                                | 合計時間: | 11:30      |          |      |

## 楽曲解説
1. 心に花の咲く方へ
テレビ東京開局40周年記念・ベルーナ新春ワイド時代劇『竜馬がゆく』主題歌[注 1]。
「なんで人は生まれてきたんだろう？」という話になった時に、浪漫が必ず顔を出すという。では、その浪漫とはいつからあるものなのだろうかと考えたならば、子どもの頃に遡る。そんな子どもの頃の記憶や思い出を散りばめながら言葉をつないでいったという[1]。
また、「人生の岐路に立ったときやどちらに行くべきか迷ったとき、心の中に花が咲く方へ歩いてみよう」と思って、書いてみたという。これは、ASKAの知り合いで「心に花を」を人生のテーマにしている方がきっかけである[1]。
アルバム『SCENE III』では、ストリングス主体のアレンジがされている。
シングルバージョンは現在もアルバム未収録。
2. 心に花の咲く方へ (instrumental ver.)

## 収録アルバム
国内盤
- SCENE III (#1)※アルバム・ヴァージョン
- Made in ASKA (#1)※アルバム・ヴァージョン

海外盤
- Asian Communications Best (#1)※アルバム・ヴァージョン